# Kissaviarsuk-33
Kissaviarsuk-33 je grenlandsko športsko društvo iz grada Qaqortoqa.
Utemeljeno je 1933.
Klub ima nogometni i rukometni odjeljak.

## Uspjesi

### Nogomet
- Prvaci :
  - 1987., 1988., 1991., 1998., 2003.
  - doprvaci :  1989., 1995., 1997.
  - treći : 1990., 1999.

- Prvakinje
  - prvakinje: -

### Rukomet
- Prvaci :
  - 2002., 2003.